# Jüdischer Friedhof Krautheim

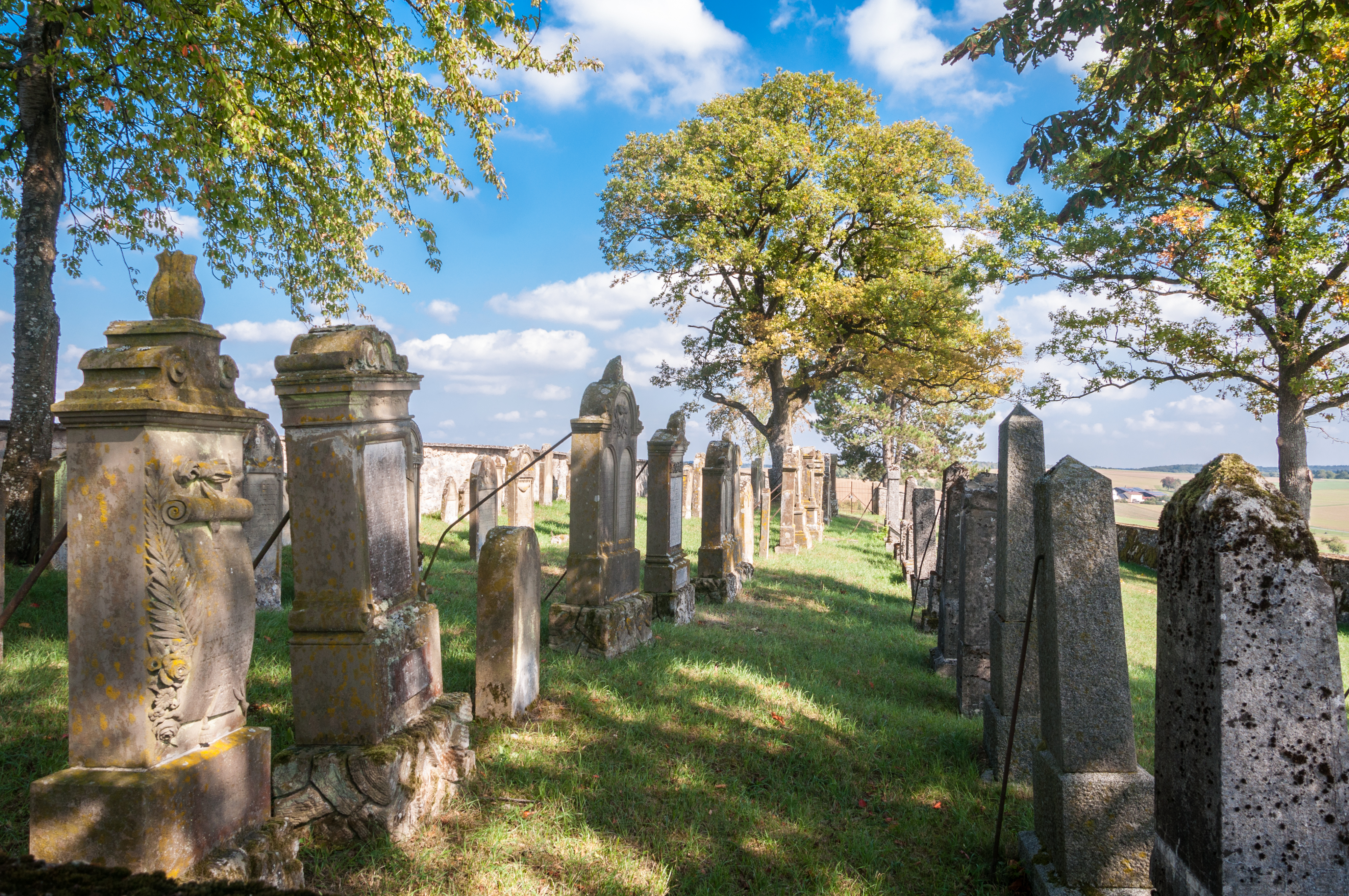
Blick auf den Friedhof von Westen

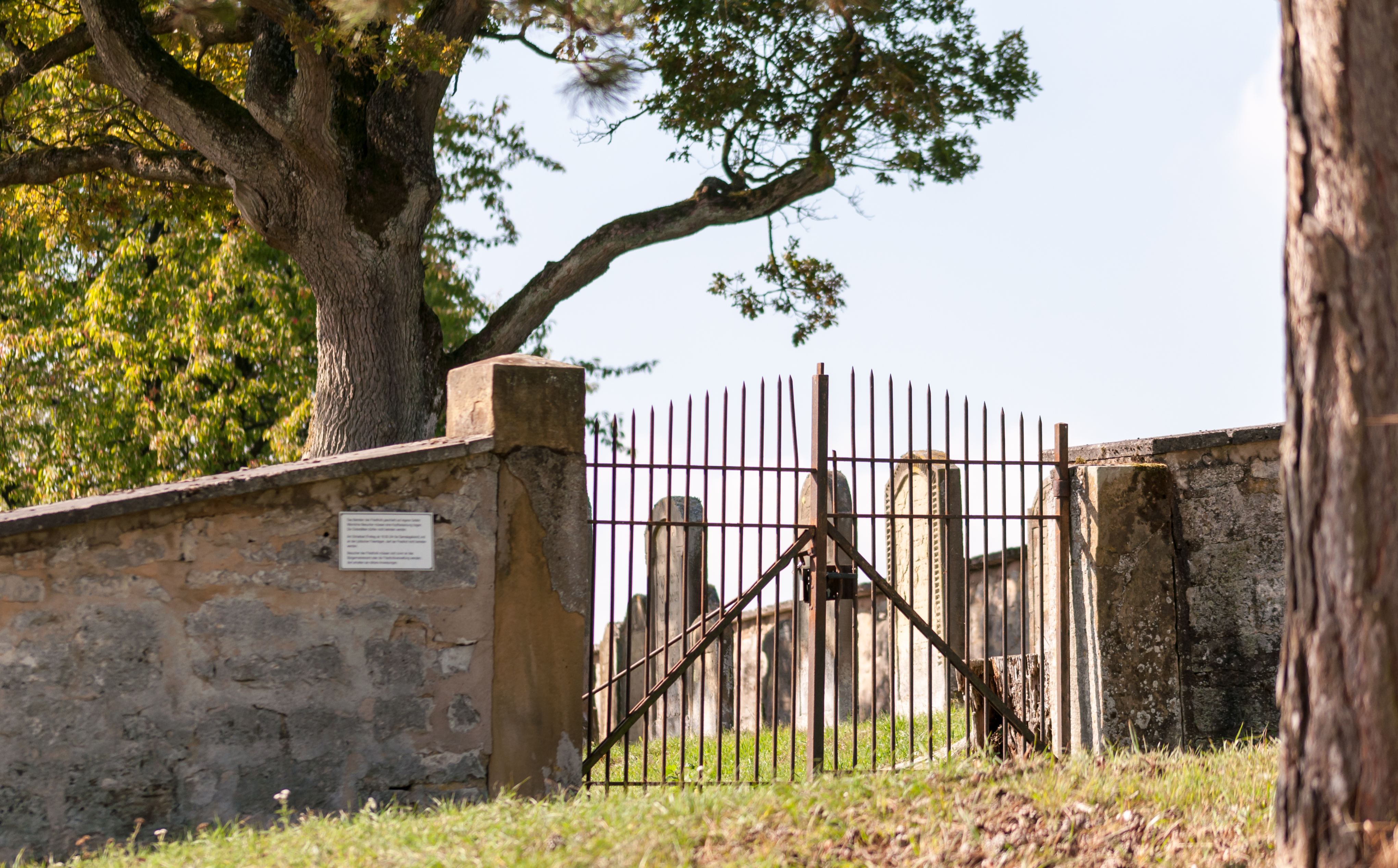
Der östliche Eingang

Der jüdische Friedhof Krautheim liegt nördlich der Stadt Krautheim auf der Höhe über dem Jagsttal im nördlichen Baden-Württemberg.
Der jüdische Friedhof liegt etwa einen Kilometer nördlich des mittelalterlichen Städtchens Krautheim auf der Neunstetter Höhe im Gewann Im Züker mit Blick über das Jagsttal.

## Geschichte
Die Toten der jüdischen Gemeinde Krautheim wurden zunächst auf dem jüdischen Friedhof Berlichingen beigesetzt. 1837 wurde ein eigener Friedhof mit einer Fläche von 7,5 Ar angelegt. Die ältesten Grabsteine stammen aus demselben Jahr. Die jüdischen Gemeinden Neunstetten und Ballenberg benutzten den Friedhof mit. 1935 erfolgte die letzte Bestattung. 1944 wurde das Gelände beschlagnahmt und der Stadt Krautheim zum Kauf angeboten. Glücklicherweise wurde der Friedhof nicht zerstört.
Seit 1942 blieb der Friedhof unberührt, 116 Grabsteine in unterschiedlichem Verwitterungszustand sind erhalten. Die ersten Bestattungen waren Manasses Blum (gest. 29. April 1837) und Bonele Dukat (gest. Mai 1837). Häufige Familiennamen sind Rothschild, Seldner und Blum.